# Farkas Fanni
Farkas Fanni (Budapest, 1991. október 25. –) magyar színésznő.

## Életpályája
Földessy Margitnál tanult hat évig. Egy évig New Yorkban élt.[forrás?] Később tanulmányait  a Bánfalvy Ágnes Színészképző Szakgimnáziumban folytatta, ahol a tanfolyam elvégzése után színész végzettséget szerzett 2020-ban.[Forrás??]Emellett 13 éves korától játszik szaxofonon és 16 éves korától énekel..
2015-ben elvégezte a TV2 Akadémia féléves műsorvezető képzését is. 2021 óta hírolvasó a Heti TV körzeti közösségi televíziós csatornánál.
Aktívan szinkronizál. Jelenleg (2022) a Hadart Társulatnál, a Bánfalvy Stúdióban, valamint a Gergely Theaterben játszik több darabban is.

## Magánélete
Férje 2020-tól Suhajda Dániel színész volt (2023-ban elváltak), akitől korábban két gyermeke született, Léna (2016) és Bella (2018).